# Boróvoie (Novossibirsk)
|  | Per a altres significats, vegeu «Boróvoie». |

Boróvoie (en rus: Боровое) és un poble de l'óblast de Novossibirsk, a Rússia, que en el cens del 2010 tenia 1.694 habitants, pertany al districte de Novossibirsk.